# Střelný prach (seriál)
Střelný prach (v anglickém originále Gunpowder) je britský historický třídílný miniseriál vysílaný na podzim roku 2017 televizní stanicí BBC One v hlavní roli s hercem Kitem Haringtonem. Příběh seriálu se odehrává v 17. století v Anglii a pojednává o Spiknutí střelného prachu, kdy se skupina katolických šlechticů pod vedením Roberta Catesbyho neúspěšně pokusila o vraždu tehdejšího krále Jakuba I. Harington hraje právě Catesbyho, přičemž se jedná o jeho přímého předka z matčiny strany.

## Obsazení

### Hlavní role
- Kit Harington jako Robert Catesby
- Peter Mullan jako Henry Garnet
- Mark Gatiss jako Sir Robert Cecil
- Liv Tyler jako Anne Vaux

## Seznam dílů
| Č. v seriálu | Původní název | Režie      | Scénář        | Premiéra v USA    |
| ------------ | ------------- | ---------- | ------------- | ----------------- |
| 1            | Episode 1     | J Blakeson | Ronan Bennett | 21. října 2017    |
| 2            | Episode 2     | J Blakeson | Ronan Bennett | 28. října 2017    |
| 3            | Episode 3     | J Blakeson | Ronan Bennett | 4. listopadu 2017 |